# 응오딘뉴
응오딘뉴(베트남어: Ngô Đình Nhu, 1910년 10월 7일 ~ 1963년 11월 1일)는 베트남의 정치인이다. 베트남 공화국 초대 총통 응오딘지엠의 동생으로 총통 고문을 맡았다.

## 생애
1910년 베트남 태생. 1943년에 국립 도서관에 근무하고 있었을 때에, 쩐레쑤언과 결혼하였다. 제1차 인도차이나 전쟁 후에 베트남 분할시에 형 응오딘지엠와 함께 남베트남에 이주하였다.
그 후 형이 남베트남 총통이 된 다음은, 총통 고문으로서 비밀경찰을 이용하여 정적을 탄압한 외에 기독교 신자여서, 반정부적인 불교 신자에게도 탄압을 하였다. 그러한 지엠, 뉴 두형제의 행동은 세계 각국으로부터 비판을 받았다.
그리고, 베트남 공화국의 지원국인 미국 정부의 암묵의 지지의 바탕으로, 1963년 11월 1일 즈엉반민 장군에 의한 군사 쿠데타가 발생하여 형 응오딘지엠 총통과 함께 처형되었다.

## 가족
- 딸: 응오딘레투이(Ngô Đình Lệ Thủy) - 프랑스에서 교통사고로 사망하였다.
- 아들: 응오딘짝(Ngô Đình Trác)
- 아들: 응오딘꾸인(Ngô Đình Quỳnh)
- 딸: 응오딘레꾸옌(Ngô Đình Lệ Quyên) - 변호사, 이탈리아에서 교통사고로 사망하였다.